# Amalie Hassenpflug

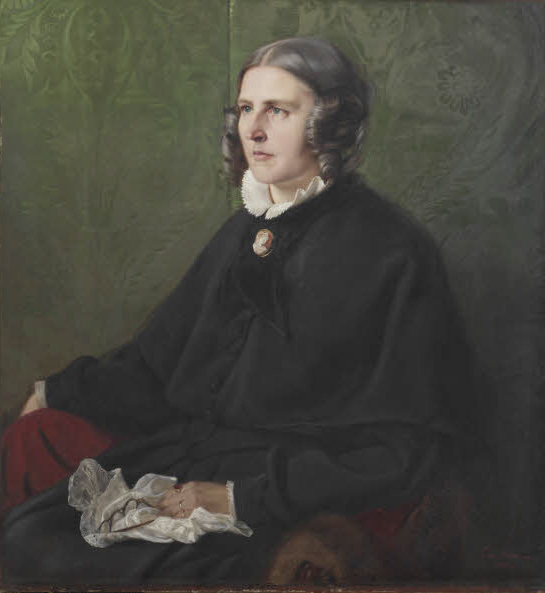
Karl Christian Andreae: Bildnis Amalie Hassenpflug, 1848

Amalie „Male“ Marie Hassenpflug (* 30. Januar 1800 in Kassel; † 1. Juli 1871 in Meersburg) war eine deutsche Schriftstellerin. Sie war Mitglied des Kasseler Kreises um die Brüder Grimm und enge Freundin von Annette von Droste-Hülshoff.

## Leben und Werk

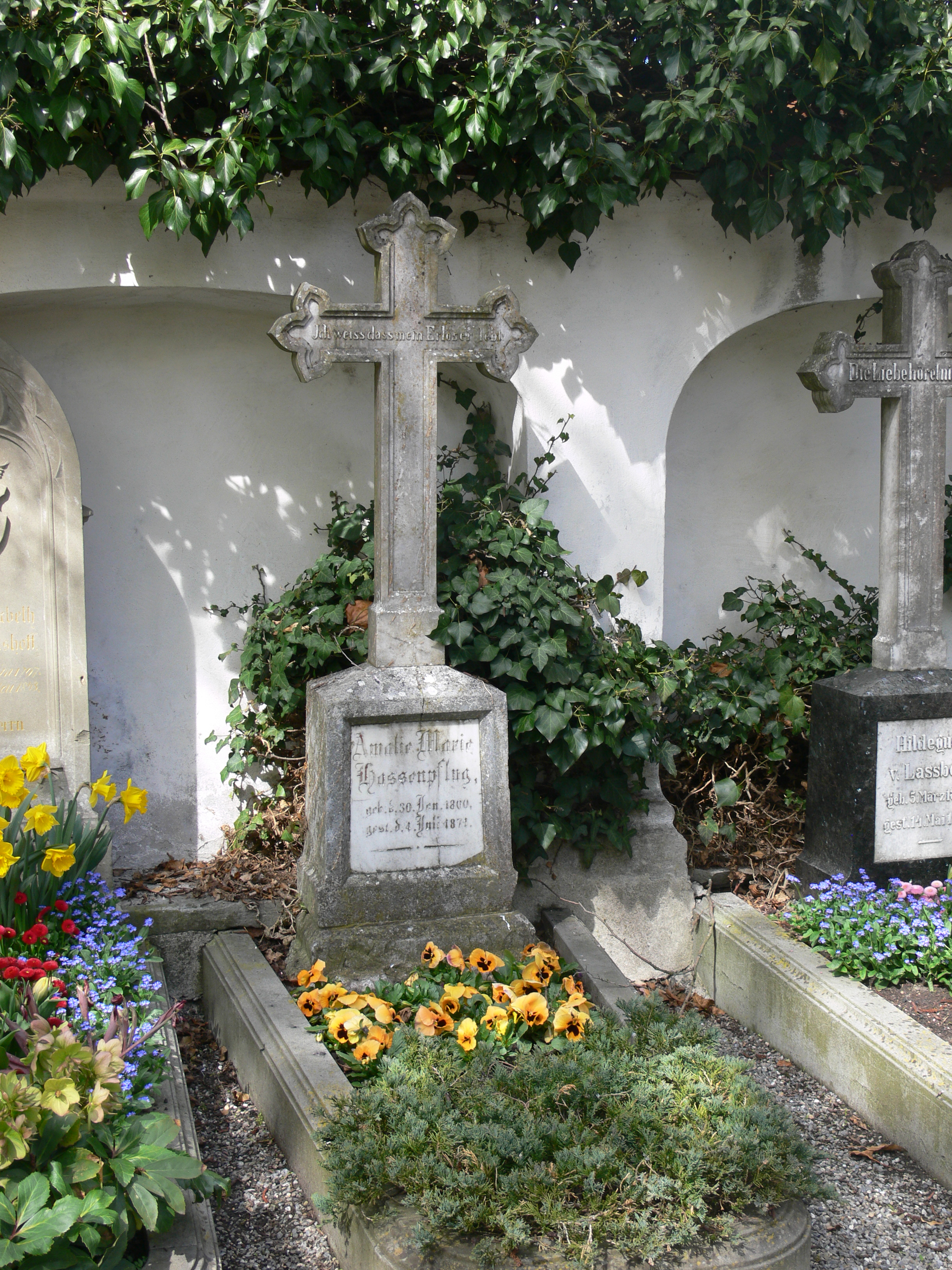
Grabmal Amalie Hassenpflug auf dem Friedhof Meersburg

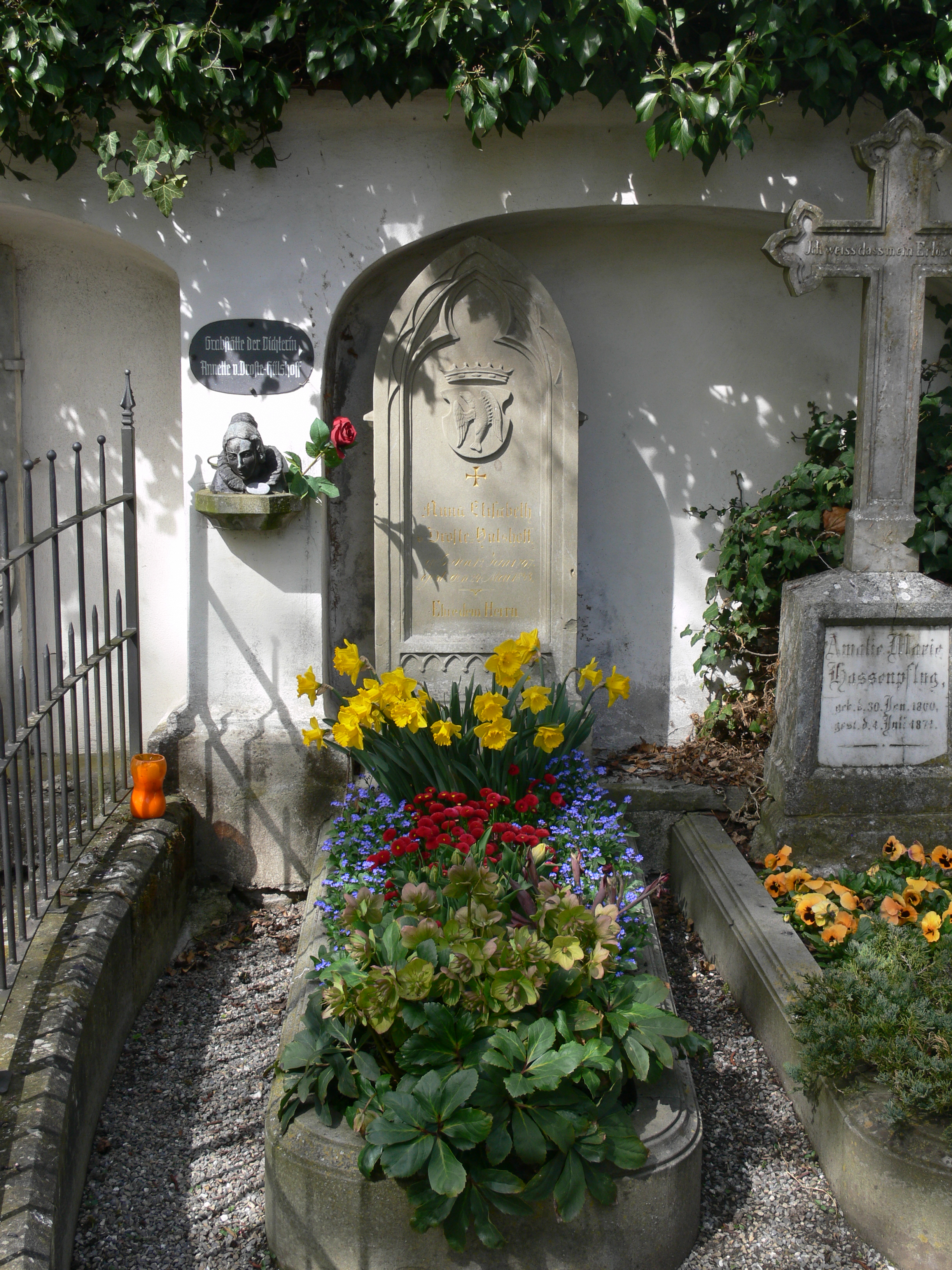
Neben dem Grab von Amalie Hassenpflug das ihrer Freundin Annette von Droste-Hülshoff auf dem Friedhof Meersburg

Amalie Hassenpflug war die jüngste Tochter des hessen-kasselischen Verwaltungsbeamten Johannes Hassenpflug und der Marie Magdalena Dresen, die aus einer in Hanau ansässigen hugenottischen großbürgerlichen Emigrantenfamilie stammte. Ihr Bruder war der spätere konservative Minister Ludwig Hassenpflug, der 1822 Charlotte Grimm heiratete und damit ein Schwager der Brüder Grimm war. Die Familie Hassenpflug war für die Brüder Grimm eine ergiebige Quelle für ihre Kinder- und Hausmärchen, zu denen auch Amalie einige Märchen beitrug: Die drei Männlein im Walde (KHM 13), Der Herr Gevatter (KHM 42), vielleicht auch Die wunderliche Gasterei (KHM 43a). Als Charlotte Grimm 1833 starb, übernahm Amalie einige Zeit lang für den Bruder Ludwig Haushaltsführung und Kindererziehung.
Durch Freundschaften mit Mitgliedern der Familie Haxthausen und dem Bökendorfer Romantikerkreis lernte sie die Dichterin Annette von Droste-Hülshoff – deren Mutter eine geborene Haxthausen war – kennen. War die erste Begegnung 1818 in Kassel noch flüchtig geblieben, so verband die beiden ab 1837 eine tiefe Freundschaft. Besonders in den Jahren 1838 bis 1839 hatte Amalie großen Einfluss auf die Droste, und mehrere Gedichte sind ihr gewidmet. Um 1840 lockerte sich die Freundschaft etwas, blieb aber bis zu Annettes Tod 1848 bestehen. 1842 zog Amalie Hassenpflug zu ihrem Bruder Ludwig nach Berlin. Von 1845 bis 1850 wohnte sie in Hannover, teilweise bei ihrer Freundin Anna von Arnswaldt (geb. Haxthausen). In Hannover wurde sie 1848 vom Maler Karl Christian Andreae porträtiert, der mit ihrem Neffen, dem Bildhauer Carl Hassenpflug, in Rom eine gemeinsame Wohnung hatte.
Über die Familie Haxthausen hatte Hassenpflug auch Gretchen Verflassen kennengelernt, eine Freundin Clemens Brentanos, katholische Novizin und Leiterin einer Waisenanstalt. Über die 1845 jung verstorbene und von ihr als Musterbeispiel der Barmherzigkeit verehrte Freundin, die – selbst krank und pflegebedürftig – Amalies Mutter bis zu deren Tod 1840 gepflegt hatte, verfasste sie die warmherzige Biographie Margarethe Verflassen. Das Buch erschien 1870 unter dem Pseudonym „A. H.“, erlebte schon im Folgejahr eine zweite Auflage und wurde auch ins Englische übersetzt. In Kindheitserinnerungen porträtierte sie ihre Mutter, die sie als liebenswürdige Person schilderte, die einen Hang zum Wunderbaren und zum Erzählen von Märchen aufwies.
1866 zog Amalie Hassenpflug auf die Burg Meersburg zu Hildegard und Hildegund von Laßberg, den Zwillingstöchtern von Annettes Schwester Jenny von Droste zu Hülshoff und Joseph von Laßberg. Die 36 Jahre jüngere Hildegund Laßberg war Amalie Hassenpflugs letzte enge Freundin. Amalie Hassenpflug starb 23 Jahre nach Annette von Droste-Hülshoff in Meersburg und liegt auf dem Friedhof Meersburg zwischen den Gräbern der Dichterfreundin und dem der Schwestern Laßberg begraben.

## Schriften
- Margaretha Verflassen. Ein Bild aus der katholischen Kirche, Hannover 1870, Digitalisat
- Kindheitserinnerungen.
- Briefwechsel mit Ludwig Hassenpflug, Annette von Droste-Hülshoff, Anna von Arnswandt und anderen.